# Uberto Limentani
Uberto Limentani (Milano, 15 dicembre 1913 – Siusi, 17 agosto 1989) è stato un critico letterario, antifascista e italianista italiano.

## Biografia
Limentani nacque a Milano, e vi svolse gli studi: all'Università di Milano conseguì due lauree, in Giurisprudenza e in Lettere. Essendo ebreo, in seguito al varo delle leggi razziali fasciste decise d'emigrare in Gran Bretagna, ove divenne collaboratore della BBC; venne comunque internato dagli inglesi all'ingresso dell'Italia nella seconda guerra mondiale e sopravvisse, nel luglio 1940, al naufragio dell'Arandora Star, affondata da un U-Boot tedesco mentre deportava internati e prigionieri di guerra in Canada.
Collaborò alla propaganda antifascista in qualità di traduttore, e prese parte alle trasmissioni di Radio Londra.
Nel 1962 divenne professore universitario di ruolo, e insegnò Letteratura italiana a Cambridge succedendo a E.R. Vincent: era entrato in tale università come lettore nel 1945. I suoi studi si concentrarono sulla letteratura del periodo che va dal XVII secolo ai primi anni del XIX secolo. Fu condirettore di Studi secenteschi e Italian Studies.
È sepolto al cimitero ebraico del cimitero Maggiore di Milano.

## Opere
- Poesie e lettere inedite di S. Rosa (1950)
- L'attività letteraria di Giuseppe Mazzini (1950)
- La satira nel Seicento (1951)
- Salvator Rosa: nuovi studi e ricerche (1953)
- Bibliografia della vita e delle opere di Salvator Rosa (1955)
- Bibliografia hamiltoniana (1962)
- The fortunes of Dante in seventeenth century Italy (1964)
- Dante's Comedy: Introductory readings of Selected Cantos (1969)